# Sarkofag elektrowni jądrowej w Czarnobylu
Sarkofag elektrowni jądrowej w Czarnobylu (ukr. Чорнобильський саркофаг) – masywna stalowa powłoka ochronna reaktora jądrowego nr 4 w elektrowni jądrowej w Czarnobylu, zbudowana po katastrofie w 1986 w celu zabezpieczenia atmosfery przed promieniowaniem jonizującym. Oficjalną rosyjską nazwą jest „№ 4 укрытие” czyli „schronienie nr 4”. Sarkofag przykrywa 200 ton radioaktywnego korium, 30 ton pyłu i 16 ton uranu i plutonu. Przeprowadzone w 1996 roku badania wykazały, że siła promieniowania wewnątrz konstrukcji wynosi 10 kilorentgenów na godzinę (normalne promieniowanie naturalne w miastach wynosi 20–50 mikrorentgenów na godzinę). Podczas budowy sarkofagu zużyto ponad 400 000 m³ betonu i 7300 ton metalowych elementów.